# Duke Lemur Center
Das Duke Lemur Center (DLC), früher das Duke University Primate Center (DUPC), ist eine 1966 gegründete primatologische Forschungseinrichtung und eine Erhaltungszuchtstation für Lemuren der Duke University in Durham, North Carolina. Das Duke Lemur Center ist nach der Anzahl der gehaltenen Lemuren die größte Haltung dieser Tiergruppe außerhalb von Madagaskar. Mit mehr als 1.400 wissenschaftlichen Veröffentlichungen seit seiner Gründung haben hier forschende Wissenschaftler einen maßgeblichen Beitrag zur Kenntnis der Lemuren und anderer Primaten geleistet. Die Bemühungen des DLC zum Schutz der madagassischen Fauna beinhalten neben der Nachzucht und Auswilderung vom Aussterben bedrohter Arten auch die Unterstützung von Bildungsprojekten für die Bevölkerung, den Einsatz gegen die Zerstörung der Lebensräume und die Entwicklung von Alternativen zum Bushmeat.

## Geschichte
Seit 1958 hatte der US-amerikanische Anthropologe John Buettner-Janusch an der Yale University eine Gruppe von etwa 90 Lemuren und Galagos aufgebaut, um an ihnen Forschungen zur Biochemie der Blutproteine und zur Molekulargenetik durchzuführen. 1963 wurde ihm eine Professur auf Lebenszeit verweigert, stattdessen erhielt Sidney Mintz die Professur und Buettner-Janusch verließ Yale. 1965 wurde er als Associate Professor an die Duke University berufen, wo er gemeinsam mit dem Primatologen Peter Klopfer 1966 das Duke University Primate Center gründete. Klopfer wollte Verhaltensstudien an Muttertieren der Primaten durchführen, und Buettner-Janusch seine biochemischen und genetischen Forschungen fortsetzen. Als Standort wählten sie ein Gelände am Rand des Duke Forest, westlich des Campus der Duke University, den die Universität als Naherholungsgebiet für ihre Studenten und als Forschungsgelände nutzte. Klopfer hatte dort in der Vergangenheit bereits Verhaltensstudien an Ziegen durchgeführt. Die Einrichtung des Zentrums wurde von der National Science Foundation gefördert und die Errichtung der Gebäude wurde nach etlichen Verzögerungen 1968 abgeschlossen. Leiter des Primate Center wurde Buettner-Janusch.
Das Primate Center arbeitete schon früh mit madagassischen Partnern zusammen. Der Außenminister und spätere Staatspräsident Didier Ratsiraka zwang 1972 Forscher wie Ian Tattersall, Alison Richard, Robert W. Sussman, Alison Jolly, Peter Klopfer und John Buettner-Janusch zum Verlassen des Landes, verbot ihnen die Einreise und untersagte die weitere Lemurenforschung durch Ausländer. Der 1975 nach dem Putsch Ratsirakas eingesetzte sozialistische Revolutionsrat war unentschlossen, ob in Zukunft mit westlichen Forschern oder solchen aus den COMECON-Staaten zusammen gearbeitet werden sollte. Mit dem Wechsel Buettner-Januschs an die New York University im Jahr 1973 verlor das Primate Center zudem seinen Leiter. Das Primate Center befand sich daraufhin im Niedergang und war in seinem Fortbestand bedroht.
1977 wurde der Mammaloge, Geologe und Paläontologe Elwyn L. Simons erster Direktor des Duke University Primate Center. Simons hatte als Paläontologe wiederholt in schwierigen Situationen mit ausländischen Regierungsbehörden verhandelt, so in den 1960er Jahren mit Indien und dem Iran und während des Sechstagekriegs mit der ägyptischen Regierung. Während mehrerer Reisen nach Madagaskar konnte Simons bis 1981 erreichen, dass das Duke University Primate Center mit der Université d’Antananarivo und dem Botanischen und Zoologischen Garten von Tsimbazaza eine Zusammenarbeit beginnen durfte. Die dazu zwischen den beteiligten Institutionen abgeschlossenen Verträge waren nach mehrjähriger Isolation die ersten Schritte zu einer Öffnung Madagaskars für die internationale Forschung. Simons wichtigste Ansprechpartnerin in Madagaskar war die Primatologin und Professorin Berthe Rakotosamimanana von der Université d’Antananarivo. Simons und Rakotosamimanana schufen in den folgenden Jahrzehnten die Grundlagen für den Schutz der madagassischen Biodiversität.
Simons war mit dem Schicksal der infolge menschlicher Einflüsse in den vergangenen tausend Jahren ausgestorbenen madagassischen Riesenlemuren vertraut und er machte den Artenschutz und die Paläontologie zu Schwerpunkten der Arbeit des Primate Center. Er blieb bis 1992 Direktor des Primate Center und war weitere zehn Jahre wissenschaftlicher Leiter. Von 1977 bis 2006 leitete er alljährlich eine Expedition zur Fossillagerstätte Fayyum im nördlichen Ägypten. Weitere paläontologische Ausgrabungen führten nach Madagaskar. Sowohl in Ägypten als auch in Madagaskar gelangen bedeutende Funde fossiler Primaten. Das Primate Center erlebte unter Simons auch in der Tierhaltung einen Aufschwung, die Zahl der gehaltenen Tiere und der Tierarten, die Nachzuchterfolge, die erschlossenen Fördermittel und die Zahl der wissenschaftlichen Veröffentlichungen mit Bezug zum Primate Center nahmen stetig zu.
Als Folge der jahrelangen Isolation Madagaskars waren die Lemuren des Primate Center teilweise von Inzucht betroffen und es wurden von manchen Arten wie dem Larvensifaka nur noch Einzeltiere gehalten. Von einigen Arten existierten Hybriden verschiedener Unterarten, die in der Vergangenheit zum Studium der Karyotypen und der Vererbung der Transferrine gezüchtet worden waren. Als Zootiere und unter dem Aspekt des Artenschutzes hatten sie keinen Wert. Simons wollte das Primate Center zu einer genetischen Reserve der vom Aussterben bedrohten Lemuren Madagaskars und zu einer Erhaltungszucht machen. Dazu strebte er den Aufbau von Zuchtgruppen der besonders gefährdeten Arten an, wie dem noch nie in den Vereinigten Staaten gehaltenen Fingertier oder den noch nie in Gefangenschaft nachgezogenen Koboldmakis.

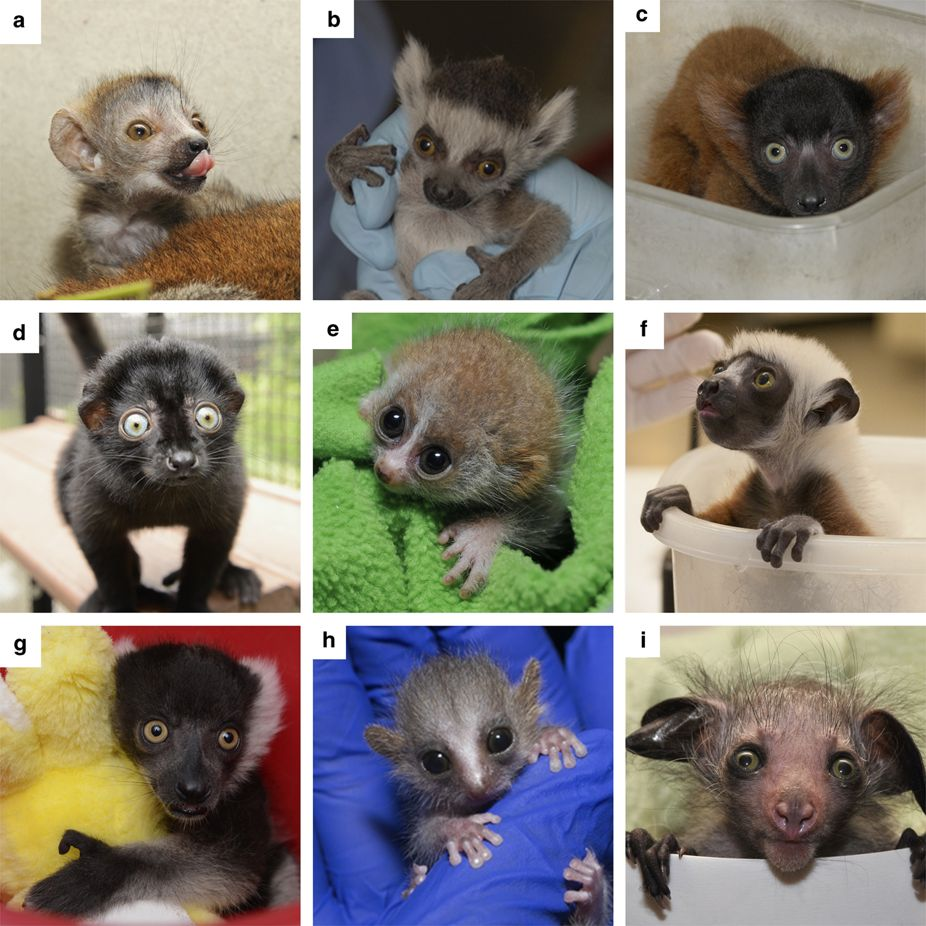
Säuglinge von Lemuren im Duke Lemur Center: (a) Kronenmaki; (b) Katta; (c) Roter Vari; (d) Blauaugenmaki; (e) Zwerglori; (f) Coquerel-Sifaka; (g) Schwarzweißer Vari; (h) Grauer Mausmaki; (i) Fingertier

Seit den späten 1970er Jahren gelangen dem Primate Center zahlreiche Zuchterfolge, in vielen Fällen waren dies die ersten Nachzuchten einer Art außerhalb Madagaskars. Durch eine Vielzahl von Veröffentlichungen trug das Primate Center wesentlich zu erfolgreichen Haltungen von Feuchtnasenprimaten und Koboldmakis in Zoos und Forschungseinrichtungen der ganzen Welt bei. Dabei liegen mittlerweile Langzeitstudien vor, in denen die Erfolge und Misserfolge bei der Haltung und Zucht bestimmter Arten über Jahrzehnte dokumentiert wurden.
Als erste Partnerschaft mit einer madagassischen Körperschaft nach der erneuten Öffnung des Landes wurde 1981 die Kooperation mit dem Botanischen und Zoologischen Garten von Tsimbazaza begonnen. 1988 wurde in Zusammenarbeit mit der Madagascar Fauna Group nahe der zwei Jahre zuvor von einem Zyklon verwüsteten Stadt Ivoloina der Parc Ivoloina eingerichtet. Auf die Initiative von Elwyn Simons und Patricia C. Wright vom Duke Lemur Center ging die Gründung des Nationalpark Ranomafana im Jahr 1991 zurück. In den 1990er Jahren konnten erstmals im Duke Lemur Center nachgezogene Lemuren, dreizehn vom Aussterben bedrohte Schwarzweiße Varis, im  Nationalpark Betampona ausgewildert werden. Die Förderung von Artenschutz- und Umweltschutzprojekten in Madagaskar ist bis heute ein Schwerpunkt der Arbeit. Das jüngste Projekt ist das SAVA Conservation Project in der im äußersten Nordosten von Madagaskar gelegenen Region Sava. Dort wurde ein Naturschutzgebiet eingerichtet und neben der Information der Bevölkerung fördert das Duke Lemur Center die Nutzung moderner Brennöfen, die weniger CO2 und andere Rauchgase ausstoßen, weniger Holzkohle verbrauchen, und so die Abholzung der Lebensräume der Lemuren reduzieren. Darüber hinaus wird die Einrichtung von Fischfarmen gefördert, damit die Bevölkerung ihren Bedarf an tierischem Protein ohne die Nutzung von Bushmeat decken kann. In diese Richtung zielen auch Forschungen zur Zucht von Insekten, die in der Geschichte Madagaskars schon einmal ein wichtiges Nahrungsmittel waren.
1988 war das Duke University Primate Center Gründungsmitglied der Madagaskar Fauna Group (MFG). Die Madagaskar Fauna Group ist ein Zusammenschluss von Körperschaften, dem neben dem Duke Lemur Center Duke zahlreiche US-amerikanische Zoos, die New York Zoological Society, der Jersey Wildlife Preservation Trust, der Marwell Preservation Trust und der Zoo Mülhausen angehören. Das Ziel der Vereinigung ist der Artenschutz in Bezug auf all jene Arten der madagassischen Fauna, deren Populationen nach Auffassung von Naturschützern oder den Behörden Madagaskars zu klein sind um ein langfristiges Überleben zu sichern. Dazu werden finanzielle Ressourcen, Material und Personal bereitgestellt, um Bildungsprojekte, Erhaltungszuchten in Gefangenschaft und die Wiederansiedlung in der Natur zu fördern. Das Duke Lemur Center ist seit Jahrzehnten Mitglied der Association of Zoos and Aquariums und war an der Erstellung mehrerer Species Survival Plans für Lemuren beteiligt.
1991 wurde Kenneth E. Glander Leiter des Primate Center, der Simons Engagement im Artenschutz fortsetzte und die ersten Auswilderungen in Madagaskar leitete. Sein Nachfolger William Hylander war von 2001 bis 2005 Direktor und legte wieder größeren Wert auf die Forschung. Die von 2006 bis 2018 amtierende Direktorin Anne D. Yoder nannte die drei Bereiche Forschung, Artenschutz und Bildung als die wichtigsten Aufgaben. Unter ihrer Leitung wurde das Duke University Primate Center im April 2006 in Duke Lemur Center umbenannt. Die Duke University stellte 10,4 Millionen US-Dollar für die Renovierung der Anlagen und den Ausbau der Einrichtung zur Verfügung. Im Juli 2018 wurde Greg Dye Interimsdirektor, im Februar 2019 übernahm er die Aufgabe auf Dauer.
In den ersten 50 Jahren seines Bestehens wurden im Duke Lemur Center mehr als 4.000 Primaten aus 31 Arten gepflegt und für zoologische Forschungen, nicht hingegen für klassische Tierversuche, zur Verfügung gestellt. Darunter befanden sich vorrangig Lemuren und Loris, vorübergehend aber auch Koboldmakis. 1987 wurden mehr als 700 Primaten aus 31 Arten gehalten, darunter mehr als 500 Lemuren. Die Konzentration auf madagassische Lemuren, die Verbesserung der Haltungsbedingungen, Abgaben an anderen Einrichtungen, Auswilderungen und die natürliche Sterblichkeit führten zu einer reduzierten Zahl der gehaltenen Tiere. 2017 wurden etwa 250 Tiere aus 18 Arten gepflegt. Das Duke Lemur Center hat mehr als 40 Angestellte und ein Jahresbudget von mehr als fünf Millionen US-Dollar. Im Rahmen von Führungen durch die Einrichtung hat das DLC jährlich mehr als 30.000 Besucher.

## Anlagen
Das Duke Lemur Center befindet sich auf 32 Hektar Buchen-Kiefern-Mischwald im Duke Forest. Es liegt etwa 3 Kilometer südöstlich des Hauptcampus der Duke University jenseits des U.S. Highway 15.
Während der ersten Jahre wurden die Lemuren des Primate Center konventionell in kleinen Gehegen gehalten. Mit dieser Haltungsform war ausgeschlossen, dass die Tiere ihr natürliches Sozialverhalten zeigen. Auf Betreiben von Elwyn L. Simons und Kenneth E. Glander und mit Unterstützung von Robert W. Sussman wurden 1981 große Freigehege errichtet. Am 4. August 1981 wurde eine erste Gruppe von 15 Braunen Makis und am 14. Oktober 1981 eine Gruppe von acht Kattas in ihre neuen Freigehege entlassen. Das milde Klima North Carolinas ermöglicht die ganzjährige Haltung der meisten Arten in Freigehegen. Während des Winters stehen den Tieren beheizte Rückzugsräume zur Verfügung, sie nutzen aber tagsüber auch bei großer Kälte die Möglichkeit zum Aufenthalt in Freien. Binnen fünf Jahren wurden weitere Gehege eingerichtet, deren Flächen von 0,4 bis 8 Hektar reichten. Zur Sicherung gegen ein Entweichen der Lemuren wurden die Bäume an den Zäunen zurückgeschnitten und die Zäune unter Strom gesetzt. Die Lemuren akzeptierten die neuen Gehege einschließlich der Begrenzungen sofort und begannen mit dem Verzehr von Blättern und Früchten einheimischer Bäume. Die Freilandhaltung ermöglicht eine Fülle von Beobachtungen, die in Käfigen und Kleingehegen ausgeschlossen sind, so der Kooperation von Lemuren bei der Jagd auf Singvögel und der Warnung einer Gruppe vor Beutegreifern. Über die Optimierung der eigenen Tierhaltung hinaus hatte die Arbeit des Duke Lemur Center großen Einfluss auf die Haltung von bedrohten Lemuren in Zoos und Forschungseinrichtungen der ganzen Welt, da eine Vielzahl von Haltungsempfehlungen erarbeitet und veröffentlicht wurden.

## Forschung und Lehre
Das Duke Lemur Center ist heute die weltweit führende Institution in der Erforschung und dem Schutz der Lemuren. Keine andere Einrichtung außerhalb von Madagaskar beherbergt mehr Lemuren, und keine Einrichtung der Welt beherbergt mehr gefährdete Primaten. Auch die Sammlung fossiler Primaten, die über Jahrzehnte von Elwyn L. Simons aufgebaut wurde, ist weltweit einzigartig.
Die primatenbezogene Forschung am Duke Lemur Center umfasst eine große Zahl von Fachbereichen, neben der Verhaltensforschung und der Untersuchung der kognitiven Fähigkeiten der Lemuren auch ihre Genetik, Physiologie und Paläontologie. Wegen der Seltenheit der Primaten ist die Naturschutzbiologie ein Schwerpunkt der Forschungstätigkeit. Mit seinem Tierbestand und seiner Ausstattung übt das Duke Lemur Center eine große Anziehungskraft auf Forscher aus der ganzen Welt aus. Zahlreiche der in den letzten 50 Jahren ausgebildeten Primatologen haben zumindest einen Teil ihres Studiums am Duke Lemur Center absolviert und in vielen Fällen thematisierten ihre Dissertationen Forschungen am Duke Lemur Center. Seit der Gründung des Duke Lemur Center entstanden dort mehr als 1.400 wissenschaftliche Veröffentlichungen.
Beispiele für die im Duke Lemur Center durchgeführten Forschungen:
- Robert Jay Russell führte in den 1970er Jahren chronobiologische Studien an Katzenmakis des Primate Centers durch.[22]
- Jörg Ganzhorn entdeckte die kathemerale Aktivität der Lemuren durch Beobachtung an Braunen Makis des Duke Lemure Center. Studien zur Aktivität von Lemuren in Abhängigkeit vom Tageslicht werden bis heute durchgeführt.[23]
- Patricia C. Wright baute von 1983 bis 1985 Kolonien des Sunda-Koboldmakis und des Philippinen-Koboldmakis auf, die das Studium ihrer Fortpflanzungsbiologie, ihres Verhaltens und zahlreicher weiterer Aspekte erlaubten.[24][25]

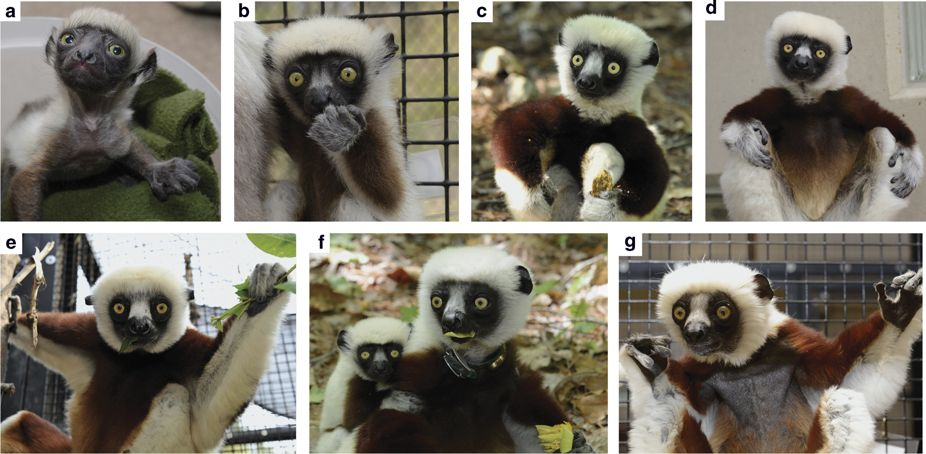
Coquerel-Sifaka (Propithecus coquereli) in verschiedenen Lebensaltern, Bilder aus dem Duke Lemur Center: (a) Neugeborenes; (b) Säugling; (c) Jährling; (d) subadult; (e) ; junges adultes Tier (f) reproduzierendes adultes Tier und (g) alternder adulter Propithecus coquereli

- Linda Taylor und Robert W. Sussman erforschten die Verwandtschaftsbeziehungen und das Sozialverhalten von Lemuren verschiedener Lebensalter und sammelten Daten zur Fortpflanzung.[26][27]
- Michael E. Pereira befasste sich mit der Sorge der Lemuren um ihre Nachkommen.[28]
- Kenneth E. Glander und Kollegen beschrieben die Kooperation von Lemuren bei der Jagd aus Singvögel.[29]
- Joseph M. Macedonia untersuchte die Lautäußerungen von Lemuren und die Warnrufe bei der Annäherung von Beutegreifern.[30]
- Carl J. Erickson erforschte in den 1990er Jahren die Nahrungssuche des Fingertiers und beschrieb eingehend die akustische Überprüfung von Bäumen auf Hohlräume und die Echoortung der Fingertiere.[31][32][33][34]
- Peter M. Kappeler studierte das weibliche Dominanzverhalten und die Entwicklung verschiedener Lemurenarten.[35][36]
- Anne D. Yoder untersuchte die Anatomie und die Genetik der Feuchtnasenprimaten, um offene Fragen zu deren Phylogenie und Evolution zu beantworten.[37][38][39]
- Michael E. Pereira untersuchte von 1988 bis 1994 in einer Langzeitstudie das weibliche Aggressionsverhalten in zwei Gruppen von Kattas.[40]
- Elwyn L. Simons brachte das beobachtete Verhalten der im Duke Lemur Center gehaltenen Primaten in Bezug zu den Befunden an den vor wenigen Jahrhunderten ausgestorbenen Riesenlemuren. So konnte er Rückschlüsse auf deren Verhalten und Ökologie ziehen, und zum Verständnis der Ursachen ihres Aussterbens beitragen.[41]

## Medien
Die Auswilderung von fünf Lemuren war das Thema der 1998 erschienenen BBC-Dokumentation In the Wild: Operation Lemur with John Cleese, in der der britische Schauspieler John Cleese als Sprecher erscheint. Das Duke University Primate Center war der Drehort der von 1999 bis 2001 produzierten Kinderserie Zoboomafoo. Die Titelrolle des sprechenden Lemuren Zoboomafoo wurde von Jovian übernommen, einem Coquerel-Sifaka, der 1994 im Primate Center geboren wurde und dort 2014 im Alter von 20 Jahren starb.